# Bijago
Bijago, eller Bidyogo med flera stavningar, är ett atlantiskt språk med 27 575 talare (år 2002) på Bijagosöarna (Bissagosöarna) utanför Guinea-Bissau.